# Mizuki Hayashi
Mizuki Hayashi (林 瑞輝 Hayashi Mizuki?, nacido el 4 de septiembre de 1996 en Osaka) es un futbolista japonés que se desempeña como guardameta en el Renofa Yamaguchi FC de la J2 League.

## Trayectoria

### Clubes
| Club                         | País  | Año    |
| ---------------------------- | ----- | ------ |
| Gamba Osaka                  | Japón | 2015 - |
| Gamba Osaka sub-23           | Japón | 2016 - |
| Renofa Yamaguchi FC (cedido) | Japón | 2020 - |

## Estadística de carrera

### J. League
| Club               | Año   | J. League | J. League | Copa J. League | Copa J. League | Total | Total |
| Club               | Año   | Part.     | Goles     | Part.          | Goles          | Part. | Goles |
| ------------------ | ----- | --------- | --------- | -------------- | -------------- | ----- | ----- |
| Gamba Osaka        | 2015  | 0         | 0         | 0              | 0              | 0     | 0     |
| Gamba Osaka        | 2016  | 0         | 0         | 0              | 0              | 0     | 0     |
| Gamba Osaka        | 2017  | 0         | 0         | 0              | 0              | 0     | 0     |
| Gamba Osaka sub-23 | 2016  | 13        | 0         | -              | -              | 13    | 0     |
| Gamba Osaka sub-23 | 2017  | 28        | 0         | -              | -              | 28    | 0     |
| Total              | Total | 41        | 0         | 0              | 0              | 41    | 0     |